# ماونگ ماونگ خا
ماونگ ماونگ خا (برمه‌ای: မောင်မောင်ခ)؛ زادهٔ ۷ ژوئن ۱۹۲۰ – درگذشته ۳۰ آوریل ۱۹۹۵) سیاست‌مدار اهل برمه بود. وی از ۲۹ مارس ۱۹۷۷ تا ۲۶ ژوئیه ۱۹۸۸ نخست‌وزیر این کشور بود.